# Grande Mesquita de Tuba
A Grande Mesquita de Tuba (em francês:  Grande Mosquée de Touba) fica localizada em Tuba, na região central do Senegal. Foi fundada por Ahmadou Bamba em 1887 e finalizada em 1963. Bamba morreu em 1927, e está sepultado no interior da mesquita. Desde a sua morte, a mesquita é controlada por sua família. É o maior edifício da cidade, e uma das maiores mesquitas da África, com capacidade para até 7.000 visitantes. É um lugar de peregrinação e na localidade ocorre o Grande Magal de Tuba.

## História
Apesar da oposição velada da administração colonial, que procurou frustrar o projeto dificultando sua implantação, Mouhammadou Moustapha conseguiu superar todos os obstáculos após obter um contrato de arrendamento de 400 hectares da Administração. Ele colocou a primeira pedra em 4 de março de 1932, marcando o início efetivo da construção. Um dos principais desafios que enfrentou foi a indisponibilidade de meios de transporte para transportar materiais entre Diourbel, onde o trem parava, e Tuba, uma distância de 45 km.
Diante da exigência das autoridades coloniais de pagar todos os trabalhadores da construção, que eram seguidores de Moustapha e concordaram em participar do projeto, ele estabeleceu com os colonos um salário diário para cada trabalhador no local. No entanto, para sua surpresa, os trabalhadores foram à caixa registradora para coletar o pagamento imediatamente como contribuição. Em resposta, Moustapha começou a construir trilhos ao longo dessa distância.
Quando Moustapha desapareceu em 1945, o trabalho foi assumido por seu sucessor, Mouhammadou Falilou M'Backé, segundo filho de Ahmadou Bamba. A mesquita foi inaugurada em uma sexta-feira, 7 de junho de 1963, por Mouhammadou Falilou M'Backé.
Logo no início de seu funcionamento em 1967, a mesquita comportava a visita de 4.000 fiéis. Com as ampliações realizadas ao longo dos anos, hoje ela é capaz de receber até 7.000 fiéis.

## Visual e Características da Construção
A Mesquita de Touba possui uma arquitetura notável, com quatro minaretes de 66 metros de altura localizados nos cantos do edifício e um quinto minarete de 86,80 metros. Em 2013, o Califa Serigne Sidy Moukhtar Mbacké adicionou dois novos minaretes, que podem ser vistos a uma distância de até 10 km de Tuba. O minarete mais alto é conhecido como Lamp Fall, em homenagem ao xeque Ibrahima Fall.

A mesquita é encimada por grandes cúpulas e possui seis portas principais: a entrada principal está localizada a leste, há uma porta a oeste e duas portas em cada lado. No interior da mesquita, encontra-se o mausoléu de Ahmadou Bamba, construído no canto nordeste do edifício, próximo ao salão de oração. O túmulo tem uma área aproximada de 10x10 metros. Na mesquita, o Alcorão é lido 33 vezes por dia.

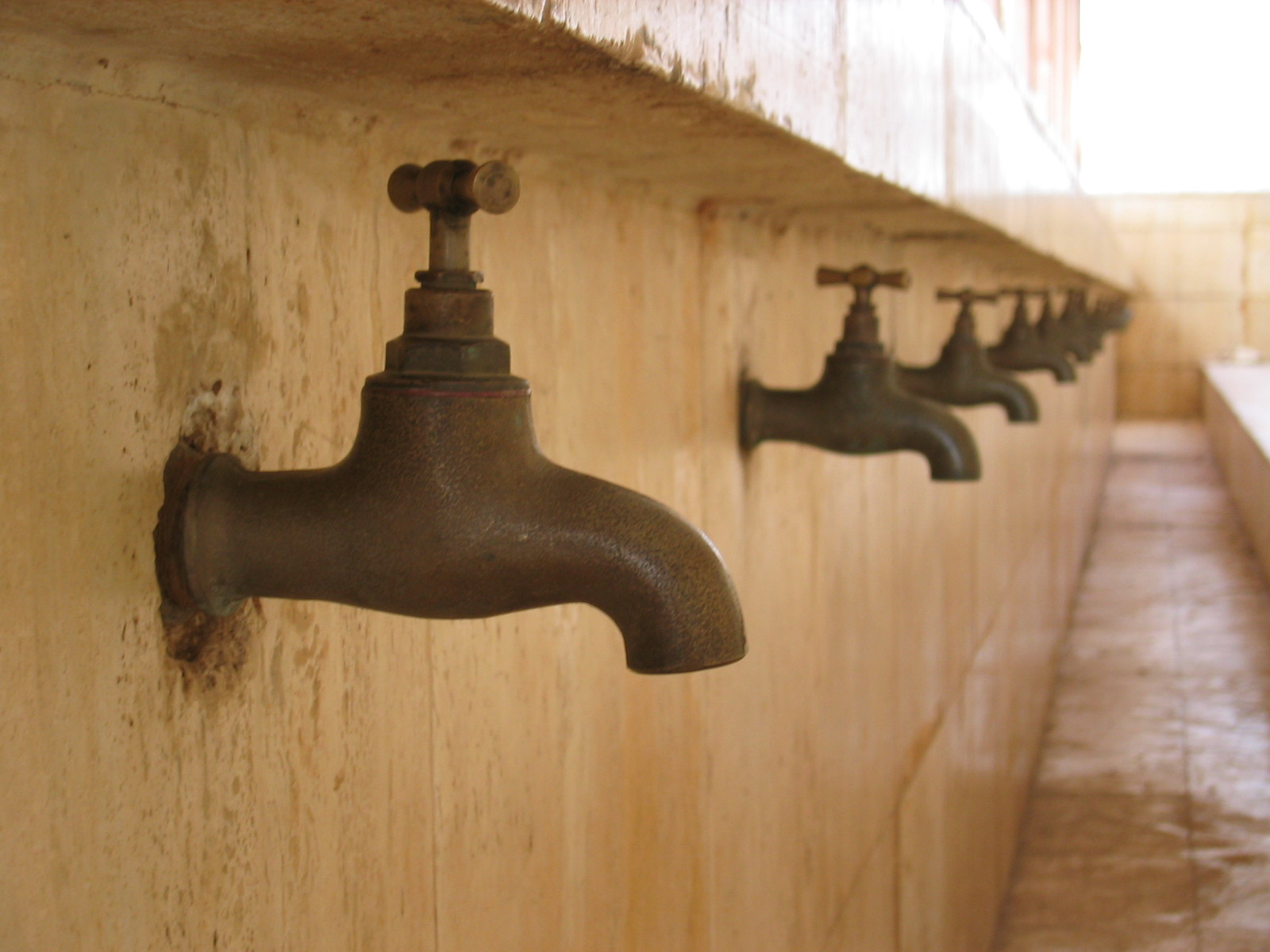
A Mesquita possui dois grandes Receptáculos para as Abluções - Foto de Outubro de 2003